# Петер Гаутман
Петер Гаутман (нід. Peter Houtman, нар. 4 червня 1957, Роттердам) — нідерландський футболіст, що грав на позиції нападника.

## Клубна кар'єра
Народився 4 червня 1957 року в місті Роттердам. Вихованець футбольної школи «Феєнорда».
У дорослому футболі дебютував 1977 року у клубі «Гронінген», який виступав другій лізі Нідерландів. За один сезон провів 32 матчі, забив 23 голи. Потім були спроби закріпитися у «Феєнорді», «Брюгге» і повернення до «Гронінгена». У першому ж сезоні команда перемогла в Еерсте-Дивізі і ввійшла до ліги найсильніших.
В 1982 році знову повернувся до роттердамського клуба. У першому ж сезоні став найрезультативнішим гравцем чемпіонату (30 голів). Вніс вагомий внесок у здобуття чемпіонського титулу 1984, після десятирічної перерви. Того року «Феєнорд» зробив дубль, переміг і в кубку Нідерландів. У складі «Гронінгена» став найкращим бомбардиром кубка УЄФА 1986/87.
Своєю грою привернув увагу тренерів лісабонського «Спортінга». За португальську команду провів 19 матчів і забив лише три голи. Наступного сезону повернувся на батьківщину. В елітній лізі Нідерландів продовжив виступи у клубах «Феєнорд», «Спарта» і «АДО Ден Гаг». Завершив професійну ігрову кар'єру 1993 року в команді другого дивізіону «Ексельсіор» із Роттердама. Всього провів 446 лігових матчів, забив 238 голів.

## Виступи за збірну
Під час виступів за «Феєнорд» отримав запрошення до національної збірної. Дебютний матч провів 7 вересня 1983 року в Гронінгені. Петер Гаутман забив один із трьох м'ячів у ворота збірної Ісландії. У березні наступного року зробив дубль проти команди Данії. Всього за збірну Нідерландів провів 8 матчів, забив 7 голів. Останній матч провів 20 листопада 1985 року проти бельгійської збірної.
| № | Дата       | Місце проведення | Господарі  | Рахунок | Гості      | Голи     |
| - | ---------- | ---------------- | ---------- | ------- | ---------- | -------- |
| 1 | 07.09.1983 | Гронінген        | Нідерланди | 3 : 0   | Ісландія   | 21'      |
| 2 | 21.09.1983 | Брюссель         | Бельгія    | 1 : 1   | Нідерланди |          |
| 3 | 16.11.1983 | Роттердам        | Нідерланди | 2 : 1   | Іспанія    | 26'      |
| 4 | 17.12.1983 | Роттердам        | Нідерланди | 5 : 0   | Мальта     | 82'      |
| 5 | 14.03.1984 | Амстердам        | Нідерланди | 6 : 0   | Данія      | 55', 73' |
| 6 | 17.10.1984 | Роттердам        | Нідерланди | 1 : 2   | Угорщина   |          |
| 7 | 23.12.1984 | Нікосія          | Кіпр       | 0 : 1   | Нідерланди | 84'      |
| 8 | 20.11.1985 | Роттердам        | Нідерланди | 2 : 1   | Бельгія    | 60'      |

## Титули і досягнення

### Командні
- Чемпіон Нідерландів (1): 1984
- Володар кубка Нідерландів (1): 1984

### Особисті
- Найкращий бомбардир Кубка УЄФА (1): 1987 (5 голів)
- Найкращий бомбардир чемпіонату Нідерландів (1): 1983 (30 голів)